# 워터 릴리스
《워터 릴리스》(프랑스어: Naissance des Pieuvres, 영어: Water Lilies)는 2007년 프랑스의 퀴어 영화로, 셀린 시아마 감독의 데뷔작이다.
대한민국에서는 서울국제여성영화제 등에서 상영되었다.

## 줄거리
파리 교외를 배경으로, 한여름 동안 세 명의 15세 소녀 마리, 안느, 플로리안의 성적 각성이 펼쳐진다. 수영 동아리 경기에서 플로리안에게 매력을 느낀 마리는 그녀에게 가까워지기 위해 수영팀에 들어가기로 결심한다. 마리의 절친인 안느 역시 수영팀 소속인데, 탈의실에서 우연히 마주친 프랑수아에게 호감을 갖게 된다.
마리는 플로리안에게 프랑수아와의 만남을 도와주는 대가로 수영팀에 넣어달라고 제안하고, 둘은 점점 가까워진다. 반면, 마리가 자신을 소홀히 하자 안느는 질투심을 느낀다. 플로리안은 소문과는 달리 아직 성 경험이 없다는 사실을 마리에게 털어놓고, 주변 여자애들이 자신을 질투해서 험담을 한다는 이야기도 한다.
플로리안은 과거 남자들에게 성희롱을 당했던 경험을 이야기하며, 마리에게도 비슷한 일이 있었는지 묻는다. 마리가 답을 못하자 플로리안은 마리가 운이 좋은 거라고 말한다. 하지만 마리는 플로리안이 프랑수아와 키스하는 장면을 보고 충격을 받는다. 플로리안은 프랑수아가 자신의 순결 사실을 알게 될까 봐 두려워한다.
플로리안은 클럽에서 남자와 하룻밤을 보내려 하지만, 마리가 이를 방해한다. 플로리안은 오히려 마리에게 고마움을 느끼고 마리를 "첫 경험" 상대로 원하지만, 마리는 거절한다. 마리는 쇼핑몰에서 안느를 만나고, 안느가 목걸이를 훔치는 모습을 목격한다. 식당에서 마리는 안느의 유치한 행동에 역겨움을 느끼고 떠난다. 안느는 프랑수아에게 훔친 목걸이를 주고, 프랑수아는 그 목걸이를 플로리안에게 준다. 플로리안은 마리에게 프랑수아를 만나러 갈 것을 제안하고, 마리는 불편하지만 플로리안과 잠자리를 갖는다.
한편, 안느는 프랑수아와 관계를 맺지만, 프랑수아는 키스를 피한다. 다음 날 안느는 플로리안이 프랑수아와 자지 않았으며, 자신은 키스조차 받아본 적이 없다고 마리에게 고백한다. 마리는 안느에게 키스하며 누군가를 좋아한다고 털어놓는다. 안느는 마리가 이성애적 감정을 느끼는 줄 오해한다. 수영팀 파티에서 프랑수아는 안느와 다시 관계를 가지려 하지만, 안느는 그의 입에 침을 뱉는다.
탈의실에서 마리와 플로리안은 격렬하게 키스한다. 플로리안은 다시 파티에 가지만, 마리는 플로리안의 관심이 자신에게서 멀어진 것을 느낀다. 마리와 안느는 옷을 입은 채 수영장에 뛰어들어 함께 물에 뜬다. 플로리안은 혼자 파티에서 춤을 추며, 자신의 행동이 마리와 안느에게 미친 영향을 알지 못한 채 영화는 끝을 맺는다.

## 출연진
- 폴린 아카르트 - 마리
- 루이즈 블랑셰르 - 안
- 아델 에넬 - 플로리안
- 와렌 자캥 - 프랑수아
- 알리스 드랭크생 - 라커룸 여자